# Syngramma alismifolia
Syngramma alismifolia là một loài dương xỉ trong họ Pteridaceae. Loài này được J.Sm. mô tả khoa học đầu tiên năm 1845.